# Paste
paste je v informatice název unixové utility pro příkazový řádek. Slouží ke spojení jednotlivých řádků vstupu z různých souborů na standardní výstup. Výstup je standardně seřazen horizontálně a obsah je oddělen tabulátory.

## Zápis
paste se zapisuje ve tvaru:
```
paste [options] [soubor1 soubor2 …]
```

## Přepínače
Utilita paste přijímá následující přepínače:
- -d : určuje, jakým jiným znakem má být oddělen obsah různých souborů v jednom řádku místo tabulátoru. Je možné zadat více různých znaků.

- -s : mění formu výpisu z horizontální na vertikální, kdy postupně hodnoty ve sloupcích odpovídají řádkům v souborech

## Příklady
Za symbolem ‚$‘ je příkaz zadaný uživatelem/uživatelkou:
```
$ cat jména.txt
Jan Novák
Kateřina Plná
Tomáš Slabý
Martin Tlustý
```

```
$ cat telefon.txt
728159684
726458921
721356842
654892563
```

## Základní použití
```
$ paste jména.txt telefon.txt
Jan Novák	728159684
Kateřina Plná	726458921
Tomáš Slabý	721356842
Martin Tlustý 	654892563
```

## Použití přepínače -s
```
$ paste -s jména.txt telefon.txt
Jan Novák	Kateřina Plná	Tomáš Slabý	Martin Tlustý
728159684	726458921	721356842	654892563
```

## Použití přepínače -d
```
$ paste -d , jména.txt telefon.txt
Jan Novák,728159684
Kateřina Plná,726458921
Tomáš Slabý,721356842
Martin Tlustý,654892563
```